# 斯塔夫羅波爾高地

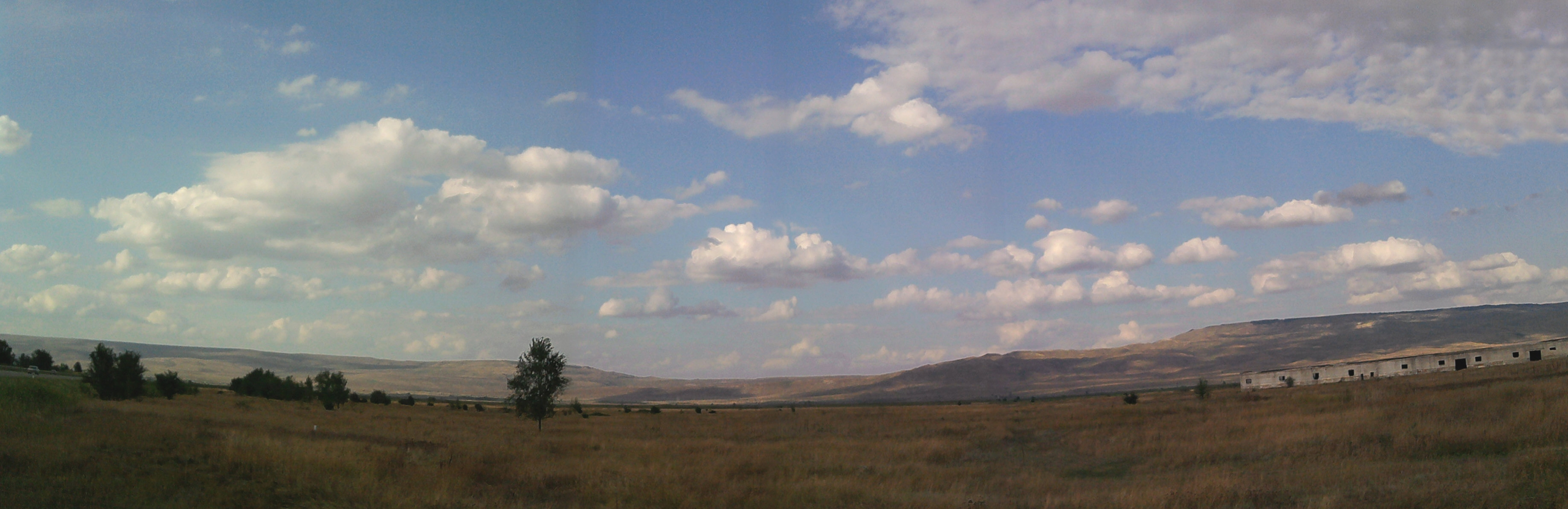

斯塔夫羅波爾高地是俄羅斯的高地，位於北高加索地區，由斯塔夫羅波爾邊疆區負責管轄，平均海拔高度300至600米，最高點海拔高度831米，該地區受大陸性氣候影響。